# Miguel Guerrieri
Miguel Guerrieri (Argentina) fue un exfutbolista argentino, formó parte de varios clubes en Argentina y Chile.

## Biografía
Back de excelente técnica, debutó en Huracán en 1936, jugando un solo partido. Luego pasó al ascenso argentino para jugar con los colores de Club Atlético Los Andes.
Tras una buena campaña en el club de Lomas, donde incluso alcanzó una notable racha de triunfos emigró a Chile, donde juega en el Santiago National y en el club más popular del país Colo-Colo, donde llega junto a Eladio Vaschetto en 1942.
Posteriormente juega por Centro Atlético Sport Club de Venezuela, donde era el capitán. En 1948 defiende los colores del club La Salle ya en puestos netamente defensivos. En 1949 juega la Copa Venezuela por Escuela Militar FC.

## Clubes
| Club               | País      | Año         |
| ------------------ | --------- | ----------- |
| Huracán            | Argentina | 1936        |
| Los Andes          | Argentina | 1937 - 1940 |
| Santiago National  | Chile     | 1941        |
| Colo-Colo          | Chile     | 1942        |
| Centro Atlético    | Venezuela | 1946 - 1947 |
| Unión Sport Club   | Venezuela | 1947        |
| La Salle FC        | Venezuela | 1948        |
| Escuela Militar FC | Venezuela | 1949        |